# Arcus (Wolke)

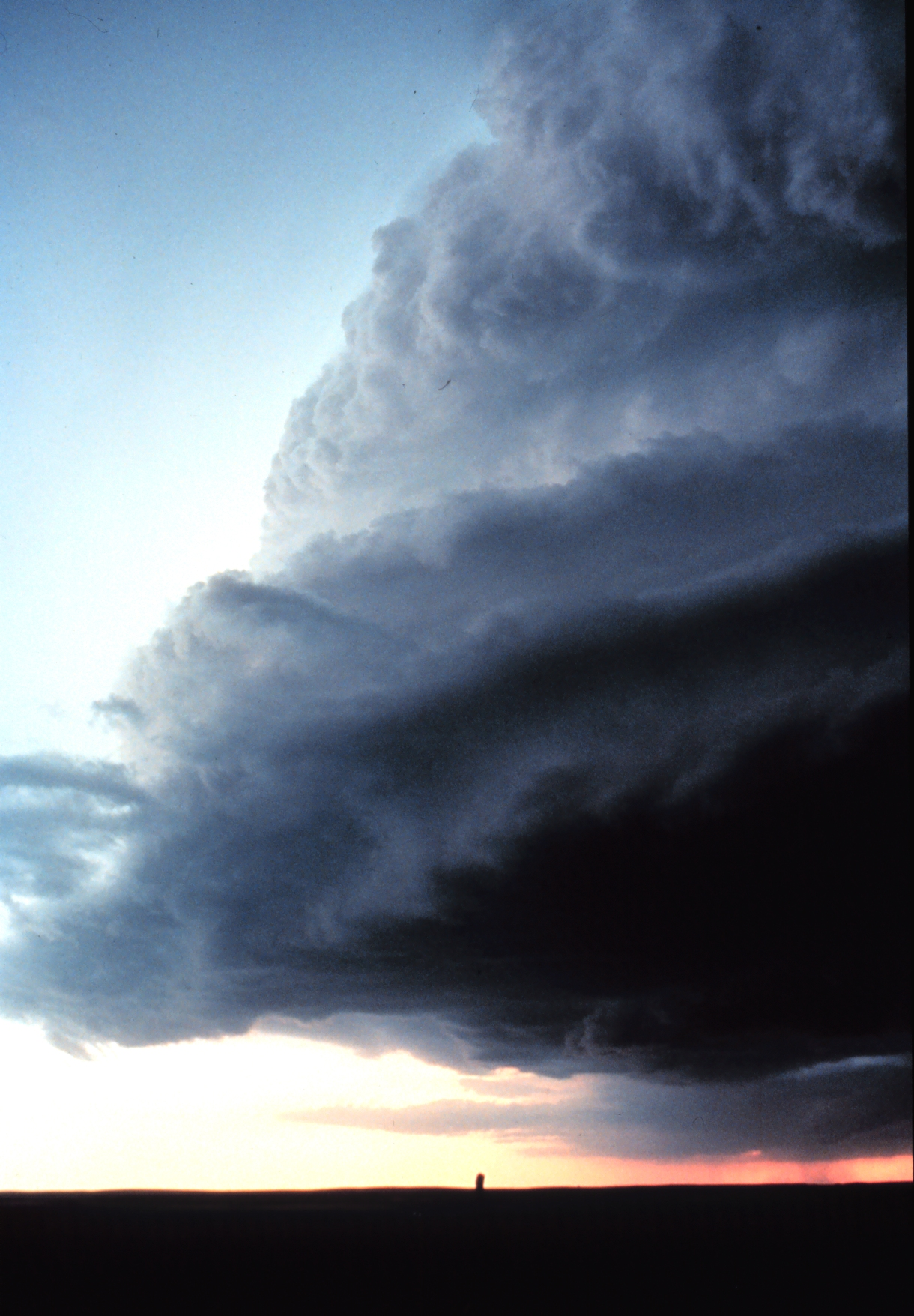
Shelf cloud einer Superzelle

Arcus (lat.: „Bogen“, Abkürzung arc) ist eine niedrige, dichte, horizontale Formation mit mehr oder weniger zerfetzten Rändern, die am unteren Teil der Vorderseite bestimmter Wolken auftritt. Sie hat bei größerer Ausdehnung das Aussehen eines dunkel-drohenden Bogens. Diese Sonderform tritt bei Cumulonimbus und – weniger häufig – auch bei Cumulus auf. Meist ist sie mit starken Böen verbunden, weshalb sie auch Shelf Cloud bzw. Böenkragen genannt wird.